# Södra Promenaden, Malmö

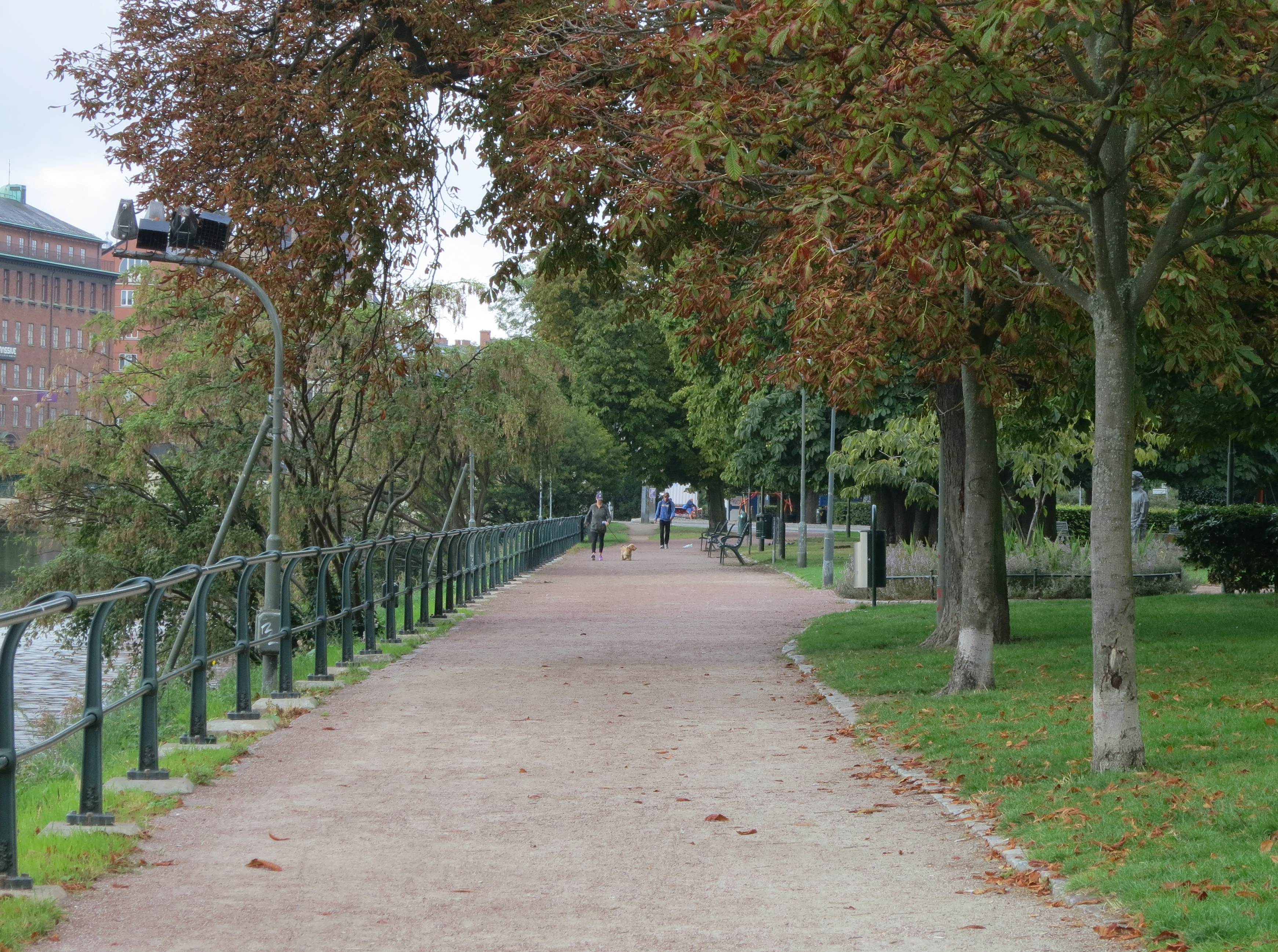
Södra Promenaden.

Södra Promenaden är en trädplanterad gata längs södra stadskanalen i centrala Malmö. Den sträcker sig från Malmborgsgatan nära Gustav Adolfs torg i väster till Östra Promenaden i öster.
Efter att stadens befästningsverk raserats fastställde Kungl. Maj:t 1811 en stadsplan, vilken bland annat innebar att trädplanteringar skulle anläggas dels från bastionen Uppsala österut, dels innanför de östra och södra delarna av den nyanlagda stadskanalen. 
Dessa trädplanteringar utfördes delvis 1806–14 och förändrades 1842–43. År 1864 fastställdes gatunamnet Södra Promenaden för hela sträckan från Torggatan och österut och namnet Östra Promenaden för sträckan längs östra stadskanalen och genom beslut av stadsfullmäktige 1876 och 1877 ordnades förhållandena längs dessa planteringar. År 1901 utgick namnet Södra Promenaden för sträckan väster om Kanalgatan och ersattes av Södra Vallgatan. År 1962 utgick namnet för parken öster om Kanalgatan, vilken erhöll namnet Södertullsparken. År 1988 utgick detta namn och parkens västra del erhöll namnet Raoul Wallenbergs park och den östra Altonaparken.